# Мезенская роспись по дереву

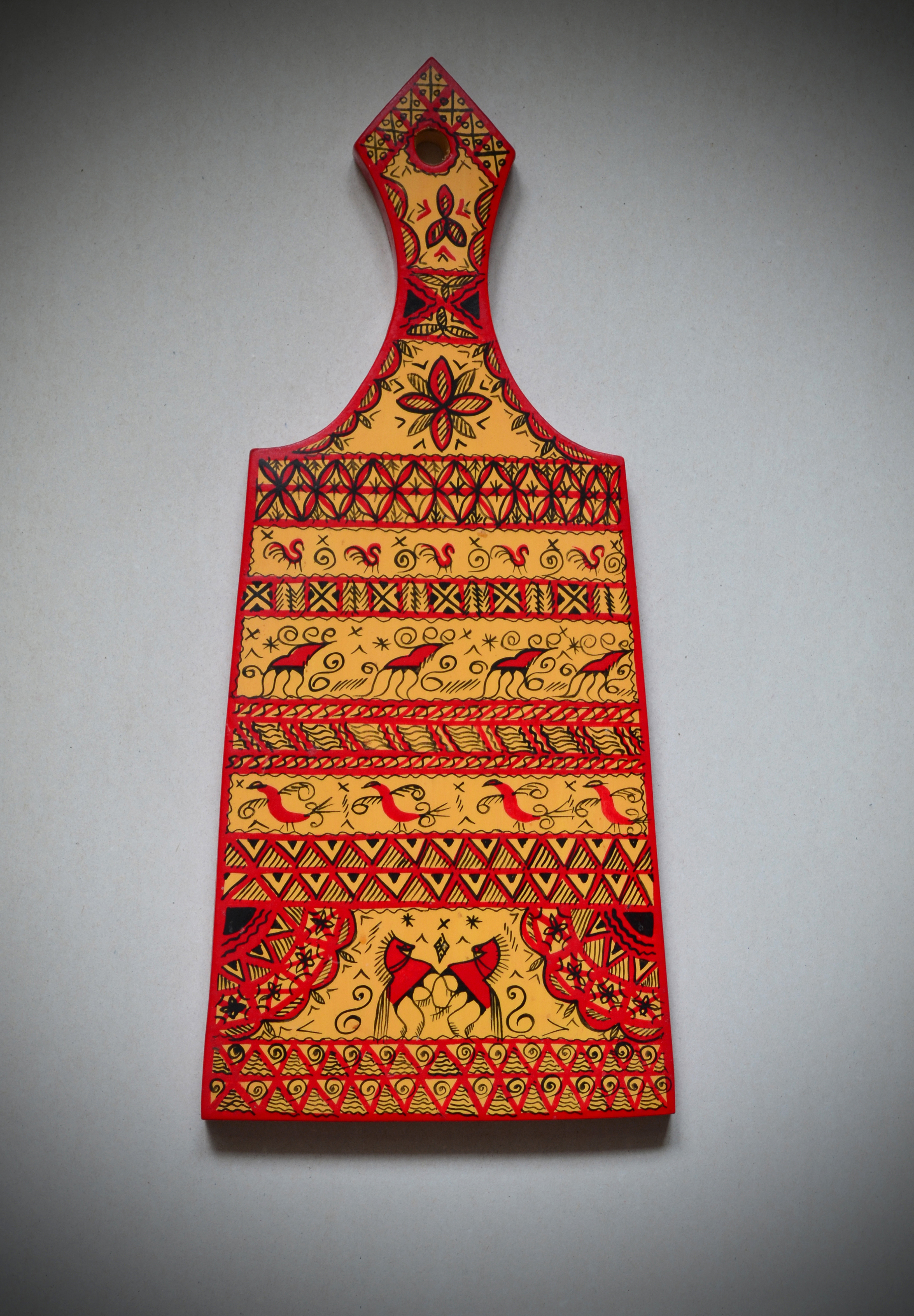
Разделочная доска

Мезе́нская ро́спись по де́реву или палащельская роспись — тип росписи домашней утвари (прялок, ковшей, коробов, братин), сложившийся к концу XIX века в низовьях реки Мезень. Наиболее старинная датированная прялка с мезенской росписью относится к 1815 году, хотя изобразительные мотивы подобной росписи встречаются в рукописных книгах XVIII века, выполненных в мезенском регионе.

## Особенности

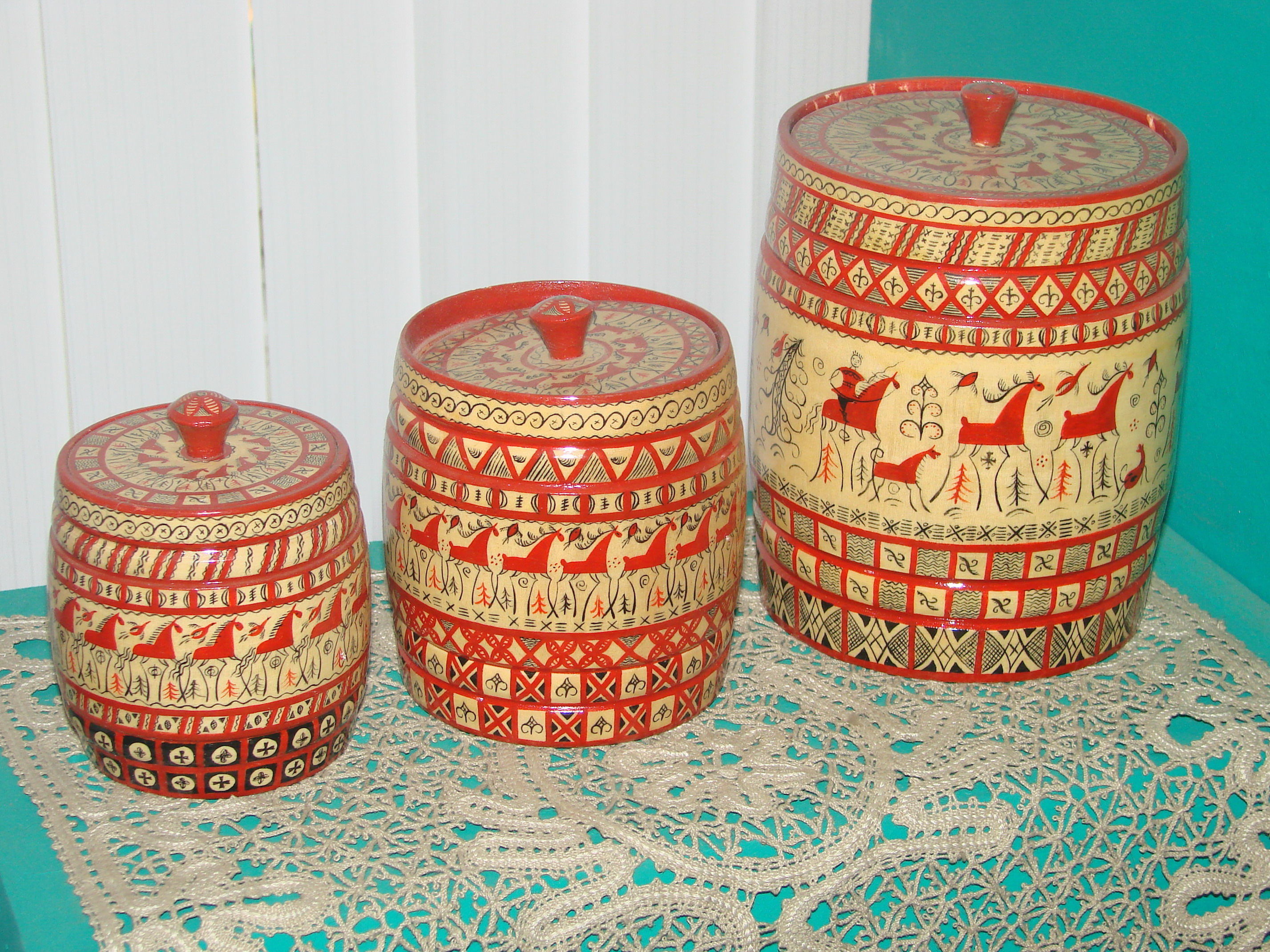
Расписные бочонки

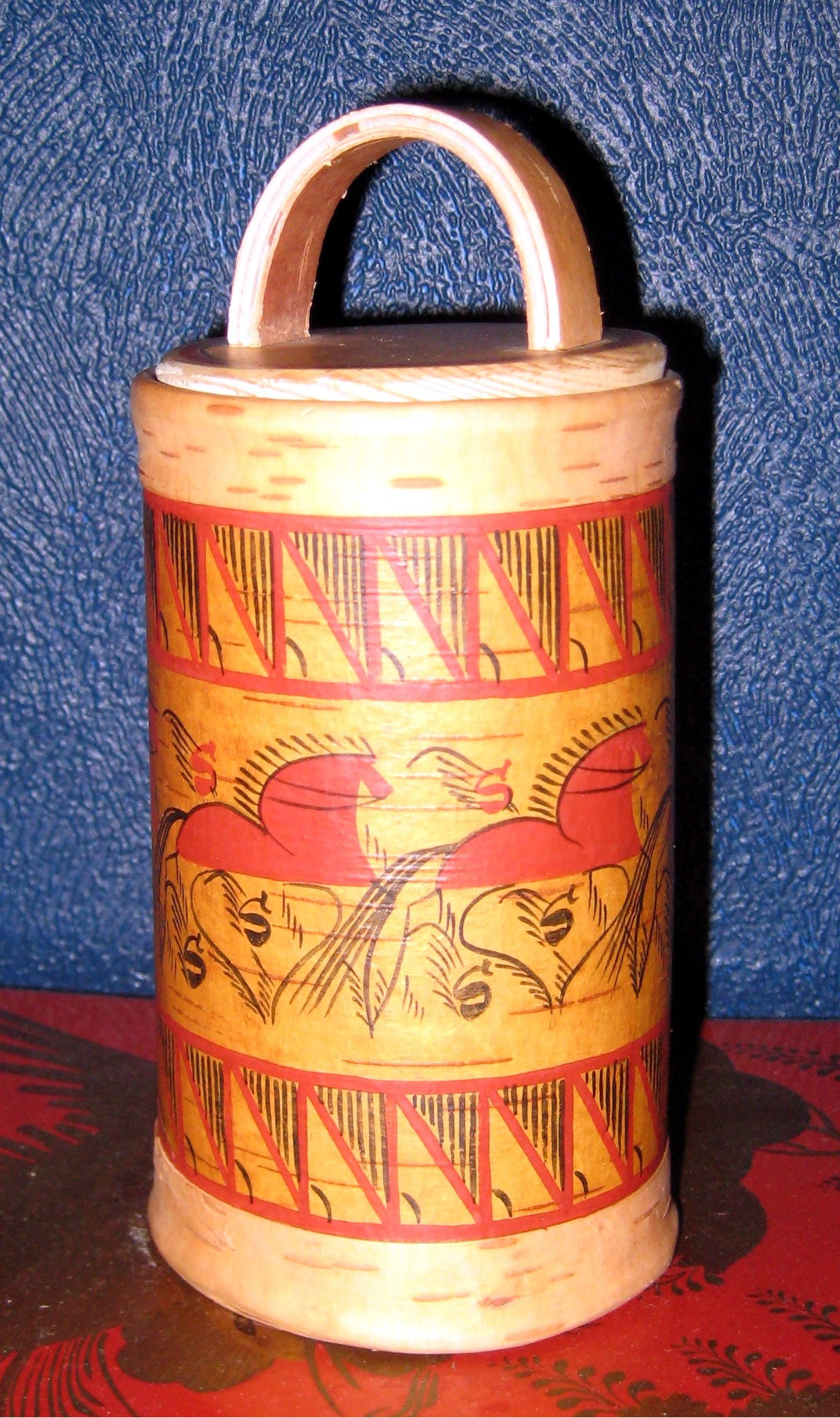
Туесок работы А. В. Шутихина, роспись М. П. Хохлиной

Практически все сохранившиеся предметы с мезенской росписью созданы в конце XIX и начале XX века. Предметы густо испещрены дробным узором (звёздами, крестиками, чёрточками), выполненным в два цвета: чёрный — сажа и красный — «земляная краска», охра. Основные мотивы геометрического орнамента — диски, ромбы, кресты — напоминают аналогичные элементы трёхгранно-выемчатой резьбы.
Среди орнаментов — фризы со стилизованными схематичными изображениями коней и оленей, которые начинаются и обрываются на границах предмета. Выполненные чёрной и красной красками, фигурки животных словно возникают из геометрического орнамента. Все изображения очень статичны, и лишь благодаря многократному повтору возникает ощущение динамики. Как правило на мезенских прялках изображается один ряд оленей и ниже ряд коней, но встречаются изделия с большим количеством фризов и более сложным, сгущенным орнаментом. В верхней части прялок часто помещаются схематичные изображения птиц, нанесённые одним мазком красной краски.
Изображения на обратной стороне прялки были менее насыщены орнаментом, более вольны в сюжете. Здесь можно увидеть по-детски наивно написанные жанровые сценки: охота, пароход, те же кони, только резвящиеся на воле. Рядом с изображением часто встречаются подписи с именем автора, заказчика, датой изготовления или ценой прялки.
Готовое изделие расписывали по чистому негрунтованному дереву сначала охрой с помощью измочаленной на конце деревянной палочки (тиской), потом пером глухаря или тетерева делали чёрную обводку и кисточкой, сделанной из человеческого волоса, наносили узор.
Мезенская роспись — одна из поздних крестьянских росписей. Эта роспись представляет собой чисто орнаментальный декор.

## Техника росписи
Расписанный предмет покрывали олифой, что предохраняло краску от стирания и придавало изделию золотистый цвет.
В конце XIX века мезенская роспись сосредоточивается в деревне Палащелье Мезенского уезда, которая как центр росписи по дереву впервые упоминается в 1906 году. Благодаря подписям на прялках можно выделить семьи палащельских мастеров, что уникально для, как правило, анонимного крестьянского искусства: Аксёновых, Новиковых, Федотовых, Кузьминых, Шишовых — тех, кто работал ещё в 1920-е годы, в период угасания промысла.
В середине 1960-х годов мезенская роспись была возрождена потомками старых палащельских мастеров: Ф. М. Федотовым в деревне Палащелье и С. Ф. и И. С. Фатьяновыми в селе Селище. В Архангельске на экспериментальном предприятии «Беломорские узоры» выпускаются сувенирные изделия с современной городской росписью, имитирующей традиционную крестьянскую мезенскую роспись. В Северодвинске на предприятии «Декор Севера» производят множество изделий из дерева и высококачественной фанеры, такие как короба, сундуки, кухонные наборы, доски разделочные, солонки и др., с современной мезенской росписью.